# Noël Ballif
 (mai 2025).
Noël André Paul Ballif est un ethnologue, cinéaste, photographe, écrivain né dans le 5e arrondissement de Paris le 28 décembre 1922, quatrième d'une fratrie de dix enfants. Il meurt le 6 juin 1993 dans le 14e arrondissement. 

## Parcours professionnel
Noël Ballif est surtout connu pour son travail sur les pygmées Babenzélé et Babinga de la Sangha et pour avoir organisé la Mission Ogooué Congo, en 1946. Les membres de l'expédition en sont : Gilbert Rouget, André Didier, Edmond Séchan, Pierre-Dominique Gaisseau, Erick Hinsch, Guy de Beauchêne, Raoul Hartweg, Pierre Lods, Guy Nief, Francis Mazière. Durant la mission, a été rapporté : 120 objets, 600 enregistrements sonores, par Gilbert Rouget et André Didier, trois mille photographies, par l'ensemble des membres de la mission, trois films Aux Pays des Pygmées, prix du film ethnographique 1947, Pirogues sur L'Ogooué, Danses Congolaises, réalisés par Jacques Dupont.
En Martinique en 1949, Noël Ballif a collaboré à la Commémoration de l'Abolition de l'Esclavage pour l'équipe de Jean Lehérissey, réalisateur de La Montagne est verte premier Prix Jean-Vigo 1951, et réalise deux courts-métrages indépendamment Martinique Terre de Soleil et Au bord de la Terre hors contrat. Il sera suspendu de sa mission, privé de son salaire, rentrera en métropole engagé comme stewart sur un paquebot, son épouse rentrera seule avec leur premier enfant. Un procès de retour en France l'assignera à rembourser son salaire[réf. nécessaire].
De 1950 à 1954, il réalise des courts-métrages documentaires : Morbihan, Paris-Londres, Le Piano, Le Traitement de l'eau et Jeunesse des neiges. Il publie Les Danseurs de Dieu, ouvrage sur les pygmées de la Sangha.
En Iran en 1955, il reçoit la médaille de l'Ordre de la Couronne d'Iran pour ses travaux cinématographiques : La Perse millénaire et deux courts-métrages, Persepolis et Ispahan la moitié du monde. Films qu'il réalisera avec l'opérateur Georges Bourdelon, diffusés par Connaissance du monde.
A Venise en 1959, il réalise Les Merveilles de Venise, concours de l'Office municipal du tourisme et de la Fondation Giorgio-Cini. Le film et le livre sont diffusés par Connaissance du monde et présentés à partir de 1973 dans le cadre de la campagne de l'UNESCO pour la sauvegarde de Venise.
En 1965, réalise Deux mille Ans au Mont Saint-Michel, sous le patronage des Monuments historiques, diffusé par Connaissance du monde.
En 1970, Jérusalem. Concours du Ministère du tourisme en Israël, diffusé par Connaissance du Monde.
De 1959 à 1975 il est directeur des Films Marco-Polo en collaboration avec son ami Francis Seyrig ; leur collaboration s'arrêtera brusquement après la disparition de Francis Seyrig en haute montagne.
De 1960 à 1970 il réalise des films documentaires, dans le cadre de la décennie de la FAO : Terre humaine, Construire la paix, Jeune contre la faim.
Il est aussi un producteur et réalisateur de documentaires dont certains pour la télévision et tous ses voyages sont l'occasion de réalisations cinématographiques et de publications de livres.
En 1993, il reçoit à titre posthume de la Société de géographie le Prix Henri de Bizemont pour son livre "Les Pygmées de la Grande Forêt ".
En juillet 2008, le fonds Noël Ballif a été intégré aux archives du Musée Jacques Chirac.

## Publications
- Les Danseurs de Dieu. La Mission Ogooué-Congo chez les Pygmées de la Sangha, Paris, Hachette, 1954
- La Perse Millénaire, Paris, Arthaud, 1958
- Merveilles de Venise, Connaissance du Monde, Paris, Société d'Éditions géographiques et touristiques, 1960
- Les peuples de la Perse, Librairie Jules Tallandier, Paris, 1981
- Les pygmées de la grande forêt, Connaissance du Monde, L'Harmattan, 1992
- Le Congo, Édition Karthala, Paris, 1993

### En collaboration
- L'Aventure humaine, Encyclopédie des Sciences humaines, Paris, La Grange batelière et Genève, Kister S.A., 1964
- Le Guide des Connaissances, 50/50, Paris, Hachette-Littérature et René Kister, 1972
- Histoire des Mœurs, sous la direction de Jean Poirier, Tome III, Encyclopédie de la Pléiade, 1991, Éditions Gallimard
- Encyclopédie Philosophique Universelle : Les notions philosophiques, Les œuvres philosophiques, Les textes philosophiques, Presses Universitaires de France, 1991

## Archives et objets collectés
- Collections de Noël Ballif au musée du quai Branly-Jacques Chirac (archives, objets et photographies)
- [./Http://archives.crem-cnrs.fr/archives/fonds/CNRSMH_Ballif/ Enregistrements sonores collectés par ou avec le concours de Noël Ballif], Gilbert Rouget et André Didier.